# Stutthof Schippenbeil
Stutthof Schippenbeil (Außenarbeitslager Schippenbeil) – jeden z największych podobozów (filii) niemieckiego obozu koncentracyjnego KL Stutthof utworzony na terenie gminy Sępopol, niedaleko Bartoszyc w Prusach Wschodnich. Funkcjonował w latach 1944–1945, głównym zadaniem więźniów była budowa lotniska wojskowego.

## Położenie
Siedziba obozu znajdowała się w ówczesnym Schippenbeil w powiecie bartoszyckim (kreis Bartenstein) w centralnej części Prus Wschodnich, dzisiaj Sępopol w powiecie bartoszyckim w województwie warmińsko-mazurskim, około 87 km na północny wschód od Olsztyna.

## Historia i funkcja
Obóz powstał 21 września 1944 roku jako jedna z filii, podobozu obozu koncentracyjnego KL Stutthof. Przetrzymywanymi więźniami, w 90% były głównie młode kobiety i dziewczyny pochodzenia żydowskiego z Grecji, Litwy, Białorusi, Polski, Austrii i Węgier. 1250 zatrudnionych było jednocześnie przy budowie lotniska wojskowego w lasach, na południowy wschód od Sępopola, a przez okres funkcjonowania obozu znajdowało się w nim ponad 2 tys. osób. Lotnisko było bezpośrednim zapleczem głównej kwatery wojennej Hitlera w Gierłoży. Budowę lotniska i działalność obozu nadzorowała elitarna niemiecka SS, której siedziba mieściła się w Sępopolu przy ul. Mostowej. 
W początkach 1945 roku, podczas ofensywy wojsk radzieckich w Prusach Wschodnich, obóz pospiesznie zlikwidowano, a jeńców prowadzono na tzw. marsz śmierci. Część z nich wprowadzono na lody zamarzniętego Zalewu Wiślanego, gdzie zostali rozstrzelani i zatonęli, innych z kolei ewakuowano do miejscowości Palmnicken (obecnie Jantarnyj w obwodzie królewieckim), gdzie 31 stycznia 1945 roku na plaży również zostali rozstrzelani. 
Łącznie w obozie w Sępopolu podczas wojny, nie licząc ewakuacji, zamordowano około 400 osób.

## Okres powojenny
W okresie powojennym, podczas prac przy ul. Mostowej w Sępopolu, gdzie mieściła się siedziba lokalna SS, natknięto się na zbiorowe groby jeńców obozu w których znajdowało się kilkanaście ciał. 
21 września 2009 roku w 65 rocznicę powstania filii obozu w Sępopolu, decyzją Rady Miasta Sępopola odsłonięto pamiątkowy obelisk upamiętniający więźniów obozu. Bryła kamienna z umocowaną tablicą zawiera inskrypcję z wiersza Wisławy Szymborskiej oraz pamiątkowe epitafium od społeczeństwa miasta.  

Umarłych wieczność dotąd trwa, dokąd pamięcią się im płaci
Pamięci ofiar nazizmu - więźniów podobozu Schippenbeil KL Stutthof ( 1939-1945)
  odsłonięto 21 września 2009 r.